# Лялин, Вадим Евгеньевич
Вади́м Евге́ньевич Ля́лин (17 декабря 1950, Ижевск — 24 августа 2020, там же) — советский и российский учёный, доктор технических, экономических и геолого-минералогических наук, профессор, заслуженный изобретатель РФ (1997), заслуженный машиностроитель РФ (1995). Председатель Ижевского городского совета (13.04.1990—22.11.1991).

## Биография
Окончил Ижевский механический институт (ИМИ) по специальности «электронно-вычислительные машины» (1973, с отличием) и аспирантуру в Научном Центре «Вибротехника» при Каунасском политехническом институте (1977, с защитой кандидатской диссертации).
С 1978 г. работал в ИМИ (ИжГТУ): старший преподаватель, доцент, профессор, заведующий кафедрой «Конструирование и производство радиоаппаратуры» (КРА), руководитель Научного кадрового Центра «Интеллектуальные информационные технологии».
В 1982 г. присвоено учёное звание «доцент» по кафедре «Конструирование и производство радиоаппаратуры» (КРА). В 1985 г. защитил докторскую диссертацию (динамика, прочность машин, приборов и аппаратуры).
С 1990 по 1991 г. председатель Ижевского горсовета.
В 2006 году защитил докторскую диссертацию по экономике (математические и инструментальные методы экономики; организация производства), а в 2012 году — по геолого-минералогическим наукам (геофизика, геофизические методы поисков полезных ископаемых).
В 2002 г. создал в ИжГТУ новую кафедру «Интеллектуальные информационные технологии в экономике» и возглавлял её до 2011 г. В 2013—2018 годах декан факультета «Информатика и вычислительная техника». Был директором малого инновационного предприятия «Институт интеллектуальных систем управления» ИжГТУ имени М. Т. Калашникова.
Создатель научной школы «Разработка методов автоматизированного синтеза, контроля и управления динамическими системами на основе создания программно-аппаратных средств систем искусственного интеллекта и теоретических основ математического, имитационного и логико-лингвистического моделирования технических, геологических и экономических объектов». Подготовил 32 доктора наук и 114 кандидатов наук.
Дочь — Лялина Евгения Вадимовна, кандидат экономических наук.

## Основные работы
Автор 178 научных публикаций, в их числе 12 монографий, 7 учебных пособий, 32 статьи в журналах, включенных в систему «Scopus», 142 изобретения.
Диссертации
- Оптимальный синтез динамических систем электростатографов : диссертация … кандидата технических наук : 05.02.18. — Каунас, 1977. — 270 с. : ил.
- Математические модели и интеллектуальные информационные технологии для повышения эффективности организации производства : диссертация … доктора экономических наук : 05.02.22, 08.00.13. — Ижевск, 2006. — 386 с. : ил.
- Эффективные вычислительные технологии для комплексной интерпретации данных каротажа и геолого-технологического моделирования нефтегазовых месторождений : автореферат дис. … доктора геолого-минералогических наук : 25.00.10 / Лялин Вадим Евгеньевич; [Место защиты: Рос. гос. геологоразведоч. ун-т им. С. Орджоникидзе (РГГРУ)]. — Москва, 2012. — 51 с.

- Интеллектуальные информационно-измерительные технологии и управляющие системы для интерпретации геофизических исследований скважин [Текст] / В. Е. Лялин ; Российская акад. наук, Уральское отд-ние, Ин-т механики. — Екатеринбург : УрО РАН, 2013. — 393, [1] с. : ил., табл., цв. ил., портр.; 20 см; ISBN 978-5-7691-2333-7
- Информационно-измерительные технологии и компьютерное моделирование динамических процессов в контактных устройствах [Текст] / В. Е. Лялин, Л. Д. Загребин, А. В. Уланов ; Российская акад. наук, Уральское отд-ние, Ин-т механики. — Екатеринбург : РИО УрО РАН, 2013. — 342, [1] с. : ил., табл.; 21 см; ISBN 978-5-7691-2332-0
- Развитие малого предпринимательства: отечественный и зарубежный опыт / В. Е. Лялин [и др.]. — Москва : Экономистъ, 2006 (М. : Щербинская типография). — 253, [1] с. : ил., портр., табл.; 20 см. — (Res cottidiana).; ISBN 5-98118-175-3
- Математическое моделирование и информационные технологии в экономике предприятия [Текст] : монография / В. Е. Лялин [и др.]. — 2-е изд. (доп. и перераб.). — Ижевск : Ассоц. по методологическому обеспечению деловой активности и общественного развития «Митра», 2012. — 163 с. : ил., табл.; 21 см; ISBN 978-5-905023-20-0
- Математические модели и методы обработки и представления изображений и трехмерных объектов в телекоммуникационных системах : монография / В. Е. Лялин, А. И. Мурынов ; Минобрнауки России, Федеральное государственное бюджетное образовательное учреждение высшего образования «Ижевский государственный технический университет имени М. Т. Калашникова». — Ижевск : Издательство ИжГТУ имени М. Т. Калашникова, 2019. — 546, [1] с. : ил., табл.; ISBN 978-5-7526-0842-1 : 100 экз.
- Тематические модели и методы анализа пространственных структур для экспертных геоинформационных систем : монография / В. Е. Лялин, А. И. Мурынов ; Минобрнауки России, Федеральное государственное бюджетное образовательное учреждение высшего образования «Ижевский государственный технический университет имени М. Т. Калашникова». — Ижевск : Ижевский государственный технический университет имени М. Т. Калашников, 2019. — 275, [1] с. : ил., портр., табл., цв. ил.; ISBN 978-5-7526-0843-8 : 100 экз.
- Математические модели и алгоритмические методы коррекции инклинометров с первичными датчиками : монография / В. Е. Лялин, Г. Ю. Коловертнов, А. Н. Краснов ; Минобрнауки России, Федеральное государственное бюджетное образовательное учреждение высшего образования «Ижевский государственный технический университет имени М. Т. Калашникова». — Ижевск : Издательство ИжГТУ имени М. Т. Калашникова, 2019. — 335 с. : ил., табл.; ISBN 978-5-7526-0856-8 : 100 экз.
- Совершенствование системы переинтерпретации геофизических исследований скважин, верификация данных для геолого-технологического моделирования нефтяных месторождений : монография / М. В. Данилов, В. Е. Лялин ; Минобрнауки России, Федеральное государственное бюджетное образовательное учреждение высшего образования «Ижевский государственный технический университет имени М. Т. Калашникова». — Ижевск : Издательство ИжГТУ имени М. Т. Калашникова, 2019. — 349, [1] с. : ил., табл., граф.; ISBN 978-5-7526-0845-2 : 100 экз.
- Тепло- и массоперенос в системах осушки и внутрипромыслового транспорта природного газа : монография / А. Н. Краснов, В. Е. Лялин ; Минобрнауки России, Федеральное государственное бюджетное образовательное учреждение высшего образования «Ижевский государственный технический университет имени М. Т. Калашникова». — Ижевск : Издательство ИжГТУ имени М. Т. Калашникова, 2019. — 317, [1] с. : ил., табл.; ISBN 978-5-7526-0855-1 : 100 экз.
- Проектирование информационно-измерительных систем на основе световых мишеней для контроля изделий стрелкового оружия по внешнебаллистическим параметрам : монография / В. А. Афанасьев, В. Е. Лялин ; Минобрнауки России, Федеральное государственное бюджетное образовательное учреждение высшего образования «Ижевский государственный технический университет имени М. Т. Калашникова», Кафедра «Высшая математика». — Ижевск : Изд-во ИжГТУ им. М. Т. Калашникова, 2020. — 363, [1] с. : ил., табл.; 20 см; ISBN 978-5-7526-0872-8 : 100 экз.
- Экономико-правовые механизмы поддержки и развития субъектов малого предпринимательства в странах Америки и Азии : учеб. пособие / В. Е. Лялин [и др.] ; Рос. акад. наук, Кол. науч. центр, Ин-т экон. проблем, М-во образования и науки РФ, Ижев. гос. техн. ун-т, Нац. акад. наук Украины, Ин-т экономики пром-сти. — Мурманск : изд-во Кольского НЦ РАН, 2005. — 342 с. : ил., табл.; 20 см; ISBN 5-7029-0192-4 : 600
- Эффективные вычислительные технологии для гидродинамического моделирования месторождений [Текст] / С. В. Денисов, В. Е. Лялин, К. А. Сидельников ; Российская акад. наук, Уральское отд-ние, Ин-т прикладной механики. — Екатеринбург : УрО РАН, 2011. — 194, [1] с. : ил., табл.; 21 см; ISBN 978-5-7691-2176-0
- Институционализация социально-трудовых отношений [Текст] / В. А. Андреев, В. Е. Лялин, К. В. Павлов ; Федер. агентство по образованию, Глазовский инженерно-экономический ин-т (фил.) гос. образоват. учреждения высш. проф. образования «Ижевский гос. техн. ун-т». — Глазов : Глазовский инженерно-экономический ин-т, 2006. — 203 с. : ил., табл.; 20 см; ISBN 5-93008-090-9
- Функционирование и организация свободных экономических зон в России : учеб. пособие / О. А. Ковалевская, В. Е. Лялин, К. В. Павлов ; Рос. акад. наук, Кольс. науч. центр, Ин-т экон. проблем, Федер. агентство по образованию, ГОУ ВПО «Ижев. гос. техн. ун-т». — Мурманск ; Ижевск : Изд-во Кольс. науч. центра РАН, 2005. — 149 с. : ил., табл.; 21 см; ISBN 5-7029-0194-0
- Система оценки социально-экономического зонирования территориальных образований : [учеб. пособие] / А. Н. Девятов, В. Е. Лялин, К. В. Павлов ; Рос. акад. наук, Кол. науч. центр, Ин-т экон. проблем, М-во образования и науки Рос. Федерации ГОУ ВПО «Ижев. гос. техн. ун-т». — Мурманск ; Ижевск : Изд-во Кол. НЦ РАН, 2004. — 121, [1] с. : ил., табл.; 20 см; ISBN 5-7029-0135-5

## Награды и звания
Почётный работник высшего профессионального образования РФ (2006). Награждён медалью ордена «Заслуги перед Отечеством» 2-й степени (2011), серебряной (1988) и бронзовой (1977) медалями ВДНХ.